# حسن حسني آرديم
حسن حسني آرديم (بالتركية: Hasan Hüsnü Erdem)‏‏ (8 يوليو 1889 في آق سكي - 22 أغسطس 1974 في آق سكي) هو عالمٌ مسلمٌ تُركي. تولى رئاسة منظمة الشؤون الدينية التركية في الفترة ما بين 6 أبريل 1961 حتى 13 أكتوبر 1964، خلفًا لعمر نصوحي بيلمان، وتولى بعده محمد توفيق كرجكأر.